# Loosduinen (wijk)
De wijk Loosduinen is onderdeel van het gelijknamige stadsdeel Loosduinen in Den Haag.
De wijk grenst aan de wijken Morgenstond, Bouwlust en Vrederust, Kraayenstein, Kijkduin en Ockenburgh, Waldeck, Vruchtenbuurt en Leyenburg.
De kern (de buurt Kom van Loosduinen) is te vinden rond de Loosduinse Hoofdstraat en de Oude Haagweg en stamt nog van voor de annexatie. In de jaren twintig zijn nog twee uitbreidingswijken voltooid, waarna tot 1960 weinig is bijgebouwd. Vanaf 1950 is het gebied tussen Leyweg en Lozerlaan in fasen volgebouwd. Een andere uitbreiding was de bouw van Houtwijk vanaf 1980. In de jaren zeventig werd ook een winkelcentrum gebouwd, waarbij het doorgaande verkeer uit het Loosduinse centrum werd geweerd.
Verder bestaat de wijk uit de buurten Houtwijk, Kerketuinen en Zichtenburg.

## Afbeeldingen

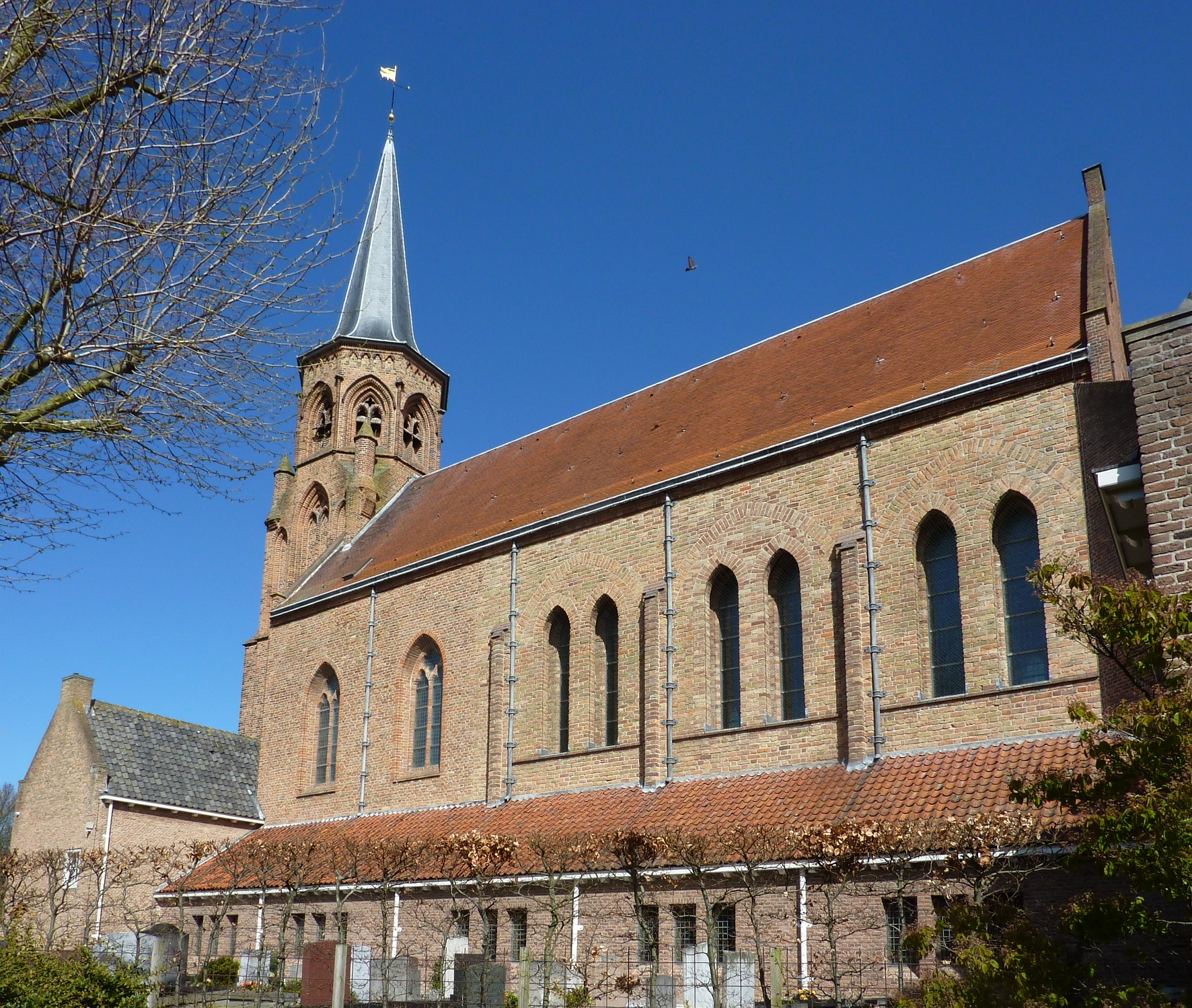
Abdij van Loosduinen
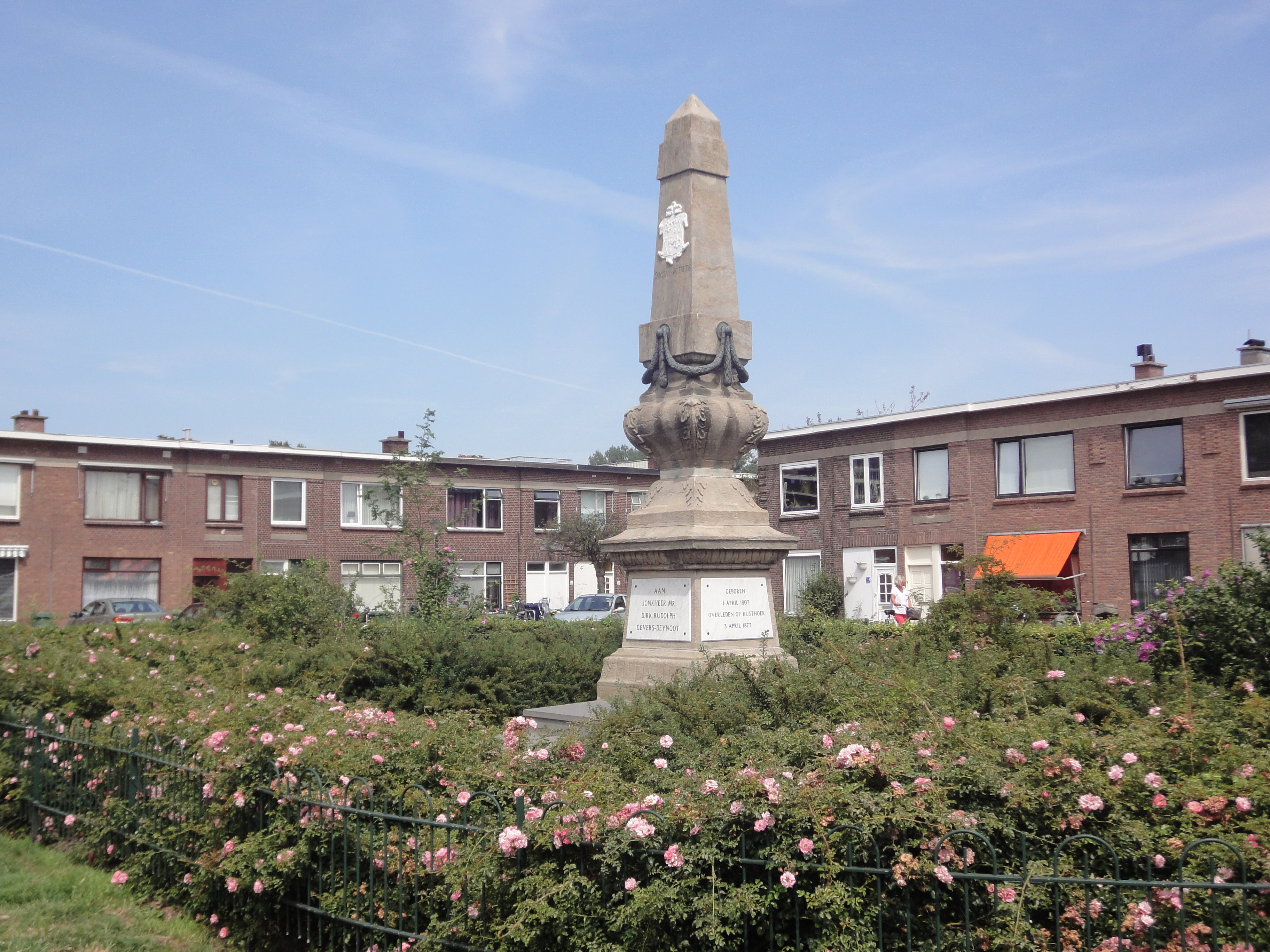
Gedenkmonument D.R. Gevers-Deynoot
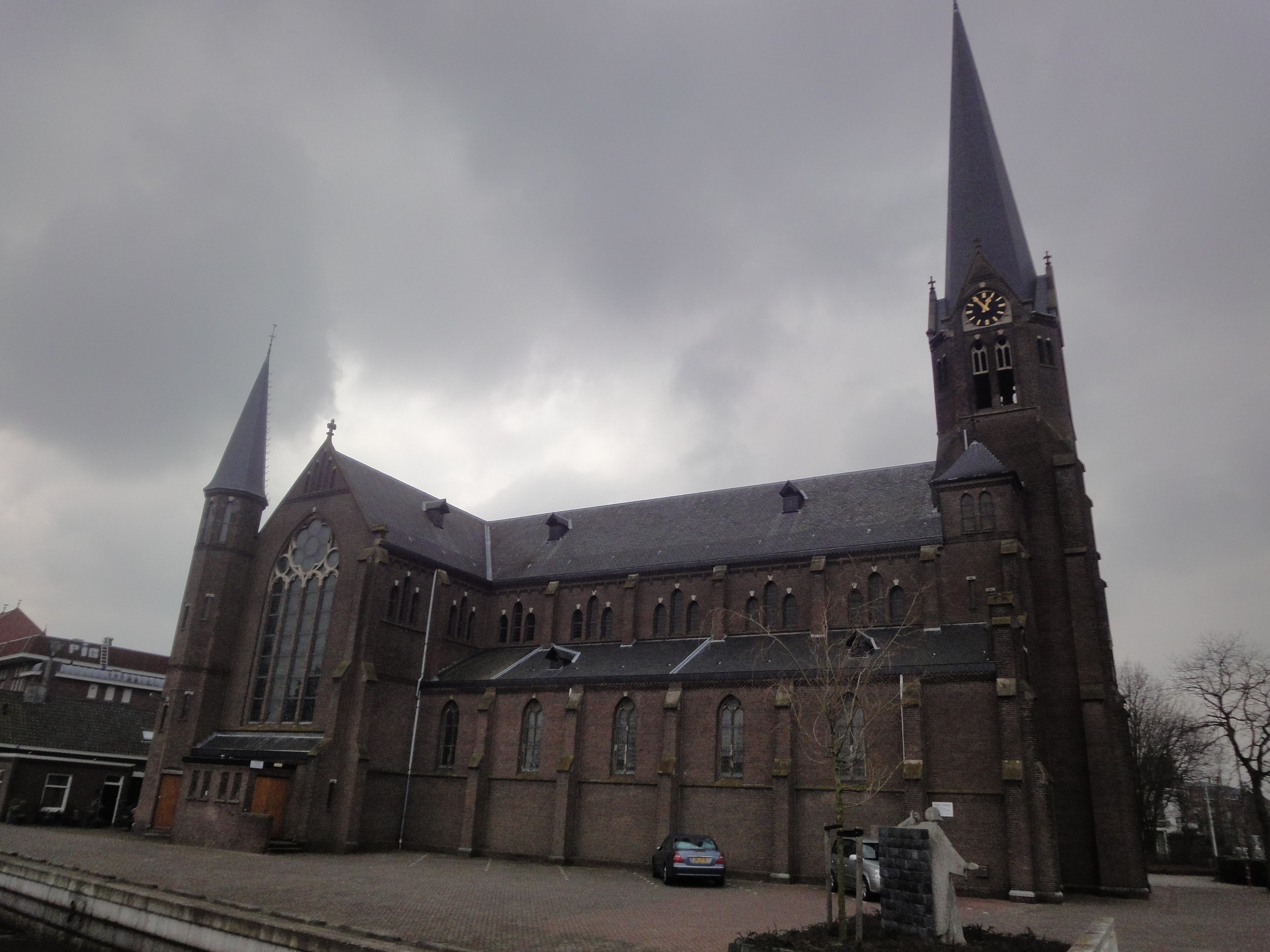
Onze-Lieve-Vrouw Hemelvaartkerk

## Transport
Vanaf 1882 krijgt Loosduinen zijn eerste rail-lijn, in de vorm van een stoomtram. De WSM opende toen de lijn naar Den Haag Lijnbaan. In 1883 werd de lijn doorgetrokken naar Naaldwijk en 's-Gravezande. Later zouden ook Hoek van Holland en Delft bereikt worden. In 1888 komt daar de zomerlijn naar Kijkduin bij. Deze reed tot 1928; de Tramstraat herinnert daar nog aan. In 1932 werd de lijn tussen Den Haag en Loosduinen verbust. Ook het reizigersvervoer verdwijnt in die jaren, maar tot in 1968 bleven er goederentreinen in Loosduinen komen. Emplacement en remise waren naast de Lippe Biesterfeldweg, waar nu nieuwbouwwijk is. Na deze weg ging de baan achterlangs de Margaretha van Hennebergweg. Daar is allang niets meer van te zien. In 1983 kreeg Loosduinen opnieuw een tram; lijn 2 volgt ongeveer dezelfde route als de stoomtram vroeger; tot op de Lippe Biesterfeldweg. Het WSM-hoofdkantoor staat nog altijd op de hoek van de Loosduinse Hoofdstraat.